# Mistrzostwa Świata w Piłce Nożnej Kobiet 2023 (eliminacje strefy UEFA)/Grupa A
W Grupie A eliminacji do Mistrzostw Świata Kobiet 2023 brały udział następujące zespoły:
- Finlandia
- Gruzja
- Irlandia
- Słowacja
- Szwecja

## Tabela
| Lp. | Drużyna   | M | Mecze | Mecze | Mecze | Bramki | Bramki | Bramki | Pkt |
| Lp. | Drużyna   | M | W     | R     | P     | +      | −      | +/−    | Pkt |
| --- | --------- | - | ----- | ----- | ----- | ------ | ------ | ------ | --- |
| 1.  | Szwecja   | 8 | 7     | 1     | 0     | 32     | 2      | +30    | 22  |
| 2.  | Irlandia  | 8 | 5     | 2     | 1     | 26     | 4      | +22    | 17  |
| 3.  | Finlandia | 8 | 3     | 1     | 4     | 14     | 12     | +2     | 10  |
| 4.  | Słowacja  | 8 | 2     | 2     | 4     | 9      | 9      | 0      | 8   |
| 5.  | Gruzja    | 8 | 0     | 0     | 8     | 0      | 54     | −54    | 0   |

## Wyniki
| 17 września 2021 17:30 CEST | Słowacja | 0:1(0:1)Raport | Szwecja · 10' Rolfö | NTC Senec, Senec Widzów: 563 Sędzia: Shona Shukrula |
|                             |          |                |                     |                                                     |

| 21 września 2021 17:15 CEST | Finlandia · Engman 37' · Öling 68' | 2:1(1:0)Raport | Słowacja · 63' Mikolajová | Veritas Stadion, Turku Widzów: 2 473 Sędzia: Marta Frías Acedo |
|                             |                                    |                |                           |                                                                |

| 21 września 2021 18:30 CEST | Szwecja · Angeldal 40' · Eriksson 45+4' · Seger 84' (k), 90+3' | 4:0(2:0)Raport | Gruzja | Gamla Ullevi, Göteborg Widzów: 2 723 Sędzia: Lucie Šulcová |
|                             |                                                                |                |        |                                                            |

| 21 października 2021 18:00 CEST | Gruzja | 0:3(0:1)Raport | Finlandia · 17' Sällström · 68' Franssi · 71' (k) Alanen | Stadion im. Micheila Meschiego, Tbilisi Widzów: 120 Sędzia: Lyudmila Telbukh |
|                                 |        |                |                                                          |                                                                              |

| 21 października 2021 20:00 CEST | Irlandia | 0:1(0:1)Raport | Szwecja · 39' (sam.) Quinn | Tallaght Stadium, Tallaght Widzów: 4 017 Sędzia: Deborah Anex |
|                                 |          |                |                            |                                                               |

| 26 października 2021 16:30 CEST | Słowacja · Mikolajová 38' · Šurnovská 40' | 2:0(2:0)Raport | Gruzja | NTC Poprad, Poprad Widzów: 176 Sędzia: Lizzy van der Helm |
|                                 |                                           |                |        |                                                           |

| 26 października 2021 17:15 CEST | Finlandia · Engman 52' | 1:2(0:1)Raport | Irlandia · 9' Connolly · 56' O'Sullivan | Stadion Olimpijski, Helsinki Widzów: 5 271 Sędzia: Alexandra Collin |
|                                 |                        |                |                                         |                                                                     |

| 25 listopada 2021 18:30 CET | Szwecja · Rolfö 11' · Hurtig 79' | 2:1(1:1)Raport | Finlandia · 29' Sällström | Gamla Ullevi, Göteborg Widzów: 13 429 Sędzia: Esther Staubli |
|                             |                                  |                |                           |                                                              |

| 25 listopada 2021 20:00 CET | Irlandia · McCabe 65' | 1:1(0:0)Raport | Słowacja · 47' Šurnovská | Tallaght Stadium, Tallaght Widzów: 5 164 Sędzia: Jelena Cvetković |
|                             |                       |                |                          |                                                                   |

| 30 listopada 2021 19:00 CET | Szwecja · Hurtig 19' · Rolfö 59' · Ilestedt 68' | 3:0(1:0)Raport | Słowacja | Swedbank Stadion, Malmö Widzów: 8 123 Sędzia: Angelika Söder |
|                             |                                                 |                |          |                                                              |

| 30 listopada 2021 20:00 CET | Irlandia · Bebia 4' (sam.) · Carusa 21' · Quinn 37' · O'Sullivan 45+4', 58', 62' · McCabe 70' (k), 73' · Noonan 82' · Barrett 89' · Connolly 90+2' | 11:0(4:0)Raport | Gruzja | Tallaght Stadium, Tallaght Widzów: 3 523 Sędzia: Jurgita Mačikunytė |
|                             | |                 |        |                                                                     |

| 7 kwietnia 2022 18:00 CEST | Gruzja | 0:15(0:11)Raport | Szwecja · 3' Rolfö · 8', 32', 39' Angeldal · 15', 21' Blackstenius · 18' Sembrant · 26' Ilestedt · 29' Andersson · 35', 42' Hurtig · 67' Blomqvist · 76', 81' (k) Asllani · 90+3' Schough | Stadion im. Tengiza Burdżanadze, Gori Widzów: 280 Sędzia: Hristiyana Guteva |
|                            |        |                  | |                                                                             |

| 8 kwietnia 2022 20:30 CEST | Słowacja · Šurnovská 16' | 1:1(1:1)Raport | Finlandia · 6' Hyyrynen | Štadión Antona Malatinského, Trnawa Widzów: 395 Sędzia: Monika Mularczyk |
|                            |                          |                |                         |                                                                          |

| 12 kwietnia 2022 17:15 CEST | Finlandia · Alanen 24' · Summanen 35' (k), 65' · Engman 39' · Kalandadze 55' (sam.) · Danielsson 73' | 6:0(1:1)Raport | Gruzja | Stadion Olimpijski, Helsinki Widzów: 2 836 Sędzia: Reelika Turi |
|                             | |                |        |                                                                 |

| 12 kwietnia 2022 18:30 CEST | Szwecja · Asllani 79' | 1:1(0:1)Raport | Irlandia · 44' McCabe | Gamla Ullevi, Göteborg Widzów: 12 123 Sędzia: Iuliana Demetrescu |
|                             |                       |                |                       |                                                                  |

| 27 czerwca 2022 18:00 CEST | Gruzja | 0:9(0:4)Raport | Irlandia · 6', 45+1', 75' McCabe · 13' Fahey · 18' Connolly · 49', 73' Quinn · 82' Larkin · 90+3' O'Sullivan | Stadion im. Tengiza Burdżanadze, Gori Widzów: 470 Sędzia: Melis Özçiğdem |
|                            |        |                | |                                                                          |

| 1 września 2022 18:00 CEST | Gruzja | 0:4(0:2)Raport | Słowacja · 1' Hmírová · 17' Fischerová · 63' Šurnovská · 79' Vojteková | Stadion im. Tengiza Burdżanadze, Gori Widzów: 350 Sędzia: Viki De Cremer |
|                            |        |                |                                                                        |                                                                          |

| 1 września 2022 20:00 CEST | Irlandia · Agg 54' | 1:0(0:0)Raport | Finlandia | Tallaght Stadium, Tallaght Widzów: 6 952 Sędzia: Stéphanie Frappart |
|                            |                    |                |           |                                                                     |

| 6 września 2022 18:00 CEST | Słowacja | 0:1(0:1)Raport | Irlandia · 37' O'Sullivan | NTC Senec, Senec Widzów: 416 Sędzia: María Martínez |
|                            |          |                |                           |                                                     |

| 6 września 2022 18:00 CEST | Finlandia | 0:5(0:2)Raport | Szwecja · 17' Blackstenius · 29' Hurtig · 63' Sembrant · 68' Blomqvist · 90+2' Rolfö | Ratinan Stadion, Tampere Widzów: 6 678 Sędzia: Ivana Martinčić |
|                            |           |                |                                                                                      |                                                                |

## Strzelczynie

### 7 goli
- Katie McCabe

### 6 goli
- Denise O'Sullivan
- Lina Hurtig
- Fridolina Rolfö

### 4 gole
- Martina Šurnovská
- Filippa Angeldal

### 3 gole
- Adelina Engman
- Megan Connolly
- Kosovare Asllani
- Stina Blackstenius

### 2 gole
- Emmi Alanen
- Linda Sällström
- Eveliina Summanen
- Louise Quinn
- Mária Mikolajová
- Rebecka Blomqvist
- Amanda Ilestedt
- Caroline Seger
- Linda Sembrant

### 1 gol
- Jenny Danielsson
- Sanni Franssi
- Tuija Hyyrynen
- Ria Öling
- Lily Agg
- Amber Barrett
- Kyra Carusa
- Niamh Fahey
- Abbie Larkin
- Saoirse Noonan
- Lucy Quinn
- Patrícia Fischerová
- Patrícia Hmírová
- Jana Vojteková
- Jonna Andersson
- Magdalena Eriksson
- Olivia Schough

### Gole samobójcze
- Maiko Bebia (dla Irlandii)
- Mariam Kalandadze (dla Finlandii)
- Louise Quinn (dla Szwecji)